# Trichocoma
Trichocoma — рід грибів родини Trichocomaceae. Назва вперше опублікована 1838 року.

## Будова
Гриби з клейтотеціямі на стромоподібних ніжках, що в зрілому стані містять порошок аскоспор.

## Поширення та середовище існування
Сапрофіти, що живуть на деревині.

## Галерея

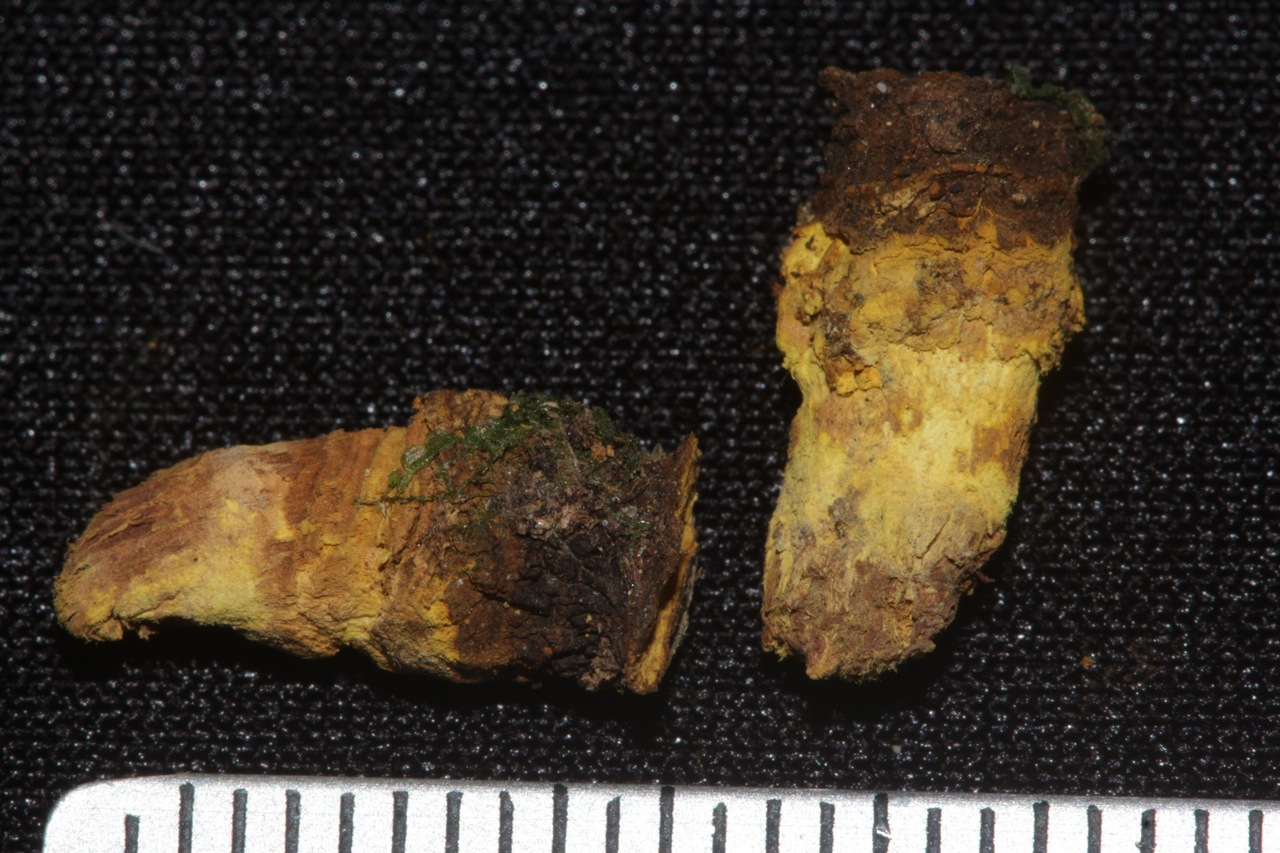
Trichocoma paradoxa
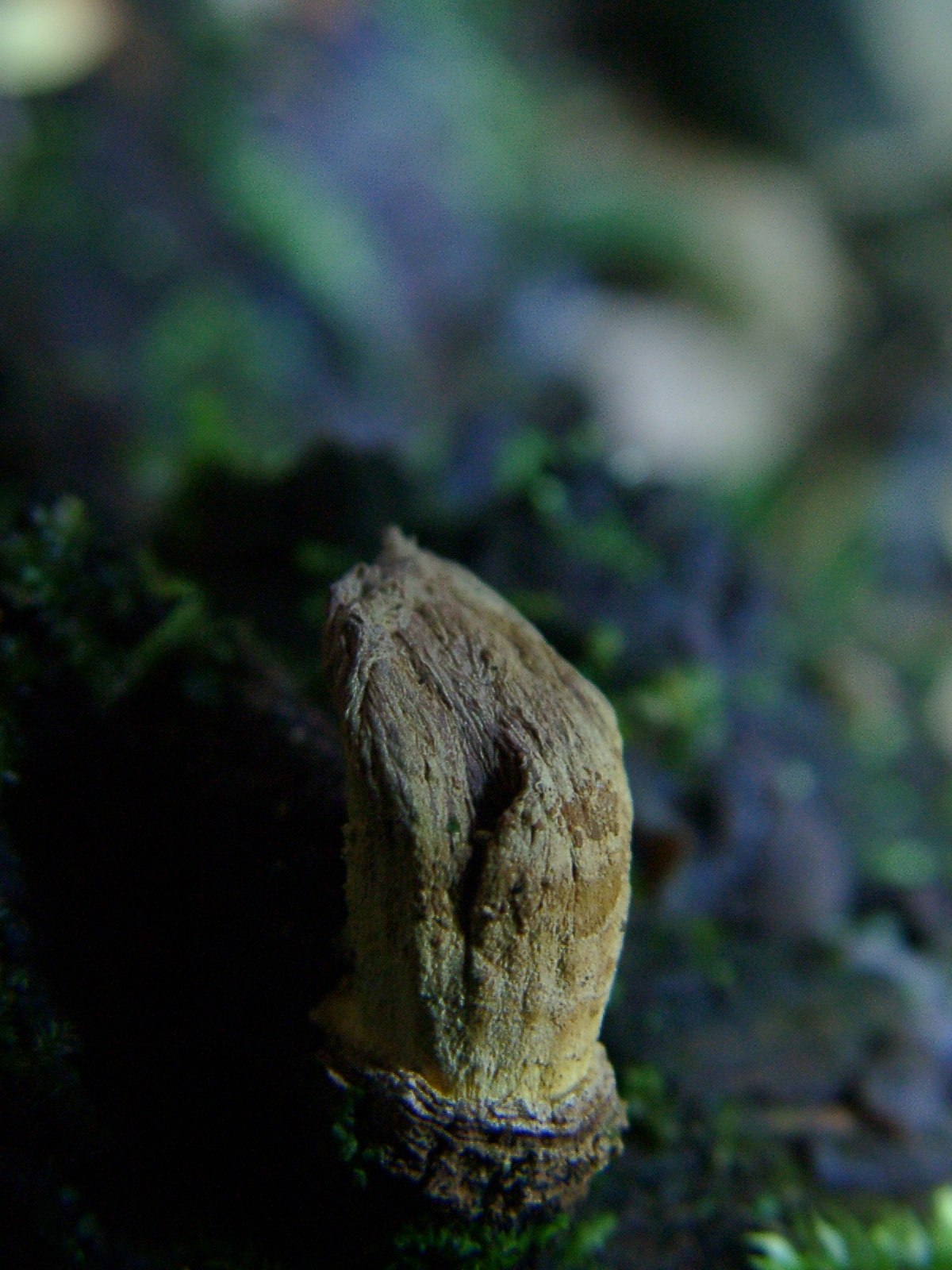
Trichocoma paradoxa
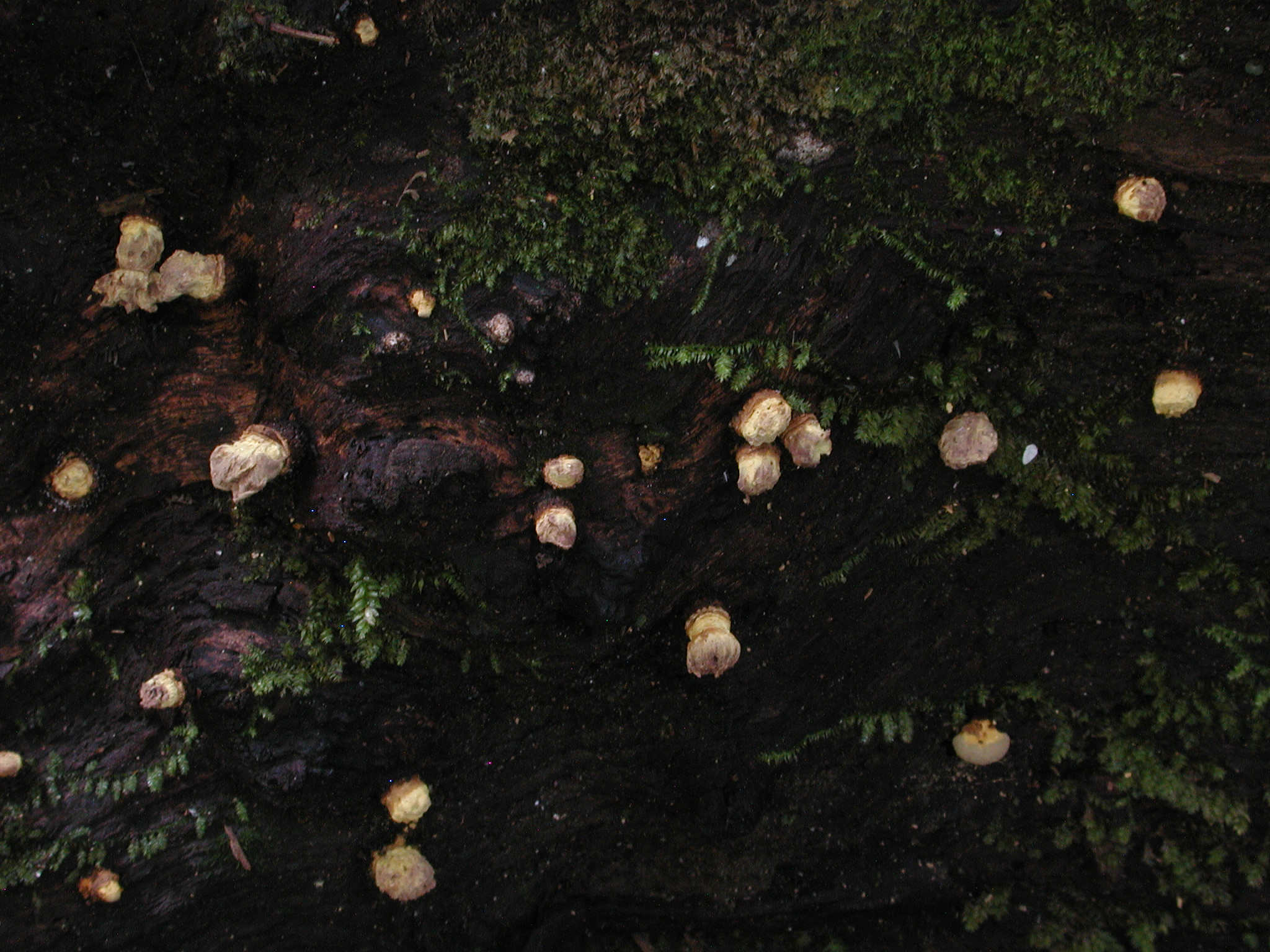
Trichocoma paradoxa